# Катайское
Катайское — опустевшая деревня в Тонкинском районе Нижегородской области. Входит в сельское поселение Пакалевский сельсовет.

## География
Находится на расстоянии примерно 29 километров по прямой на запад-юго-запад от районного центра поселка Тонкино.

## История
Известна с 1870 года, когда в ней было учтено дворов 10 и жителей 69, в 1916 году 44 и 216 соответственно. Был развит лесной и плотницкий промысел. В годы коллективизации был основан колхоз «Свободный труд».

## Население
Постоянное население  составляло 8 человек (русские 100%) в 2002 году, 0 в 2010 .